# Quincy Jones
Quincy Delight Jones Jr. (Chicago, 14 de março de 1933 – Los Angeles, 3 de novembro de 2024) foi um produtor musical, compositor, empresário, arranjador e produtor cinematográfico de trilhas sonoras norte-americano.
Durante 50 anos na indústria do entretenimento, o trabalho de Jones foi indicado para 79 Grammys, sendo premiado com 27 destes, e um Grammy Legends Award em 1991. Ele é mais conhecido por ajudar o ícone cultural Michael Jackson a produzir o álbum Thriller, que seria o álbum mais vendido de todos os tempos, e a canção "We Are the World". Ele também é conhecido por lançar a cantora Tamia que durante seu tempo com Quincy Jones foi indicada para 2 Grammy Awards por sua canção "You Put a Move On My Heart". Em 2024, ele recebeu o Oscar Honorário pelo seu "gênio artístico e criatividade incansável [que] fizeram dele uma das figuras musicais mais influentes de todos os tempos".

## Carreira
Nascido em Chicago, Jones descobriu a música na escola primária, o que o levou a aprender trompete. Quando tinha 10 anos, sua família se mudou para Bremerton, Washington, onde ele fez amizade com o jovem Ray Charles, que mais tarde lhe ensinou braille. Os dois formaram um duo e tocaram em casamentos locais e em clubes de jazz, onde hoje é conhecido como Pioneer Square, distrito de Seattle.
Em 1951, com 18 anos, Jones ganhou uma bolsa de estudos para a Schillinger House (agora conhecida como Berklee College of Music) em Boston. Contudo, abandonou os estudos quando recebeu uma oferta para viajar como trompetista com o lendário bandleader Lionel Hampton. Quando ainda viajava com Hampton, ele mostrou um jeito incomum para arranjar canções. Jones se mudou para Nova York, onde recebeu vários pedidos de arranjos para artistas como Sarah Vaughan, Count Basie, Duke Ellington, Gene Krupa e seu agora velho amigo Ray Charles.
Em 1956, Jones viajou novamente como trompetista e diretor musical da Dizzy Gillespie Band em uma turnê pelo Oriente Médio e América do Sul patrocinada pelo Departamento de Estado dos Estados Unidos. No retorno para os Estados Unidos, ele ganhou um contrato da ABC Paramount Records e iniciou sua carreira de gravações como líder de sua própria banda.
Jones se mudou para Paris, França em 1957. Estudou composição musical e teoria com Nadia Boulanger e Olivier Messiaen. Também tocou no Paris Olympia. Jones foi diretor musical na Barclay Disques, o distribuidor francês da Mercury Records e durante os anos 50, Jones viajou muito pela Europa com várias orquestras de jazz. Formou sua própria big band e organizou uma turnê pela América do Norte e Europa. Embora a turnê fosse um sucesso de crítica, um mau planejamento orçamentário fez dela um desastre econômico e levou Jones a uma crise financeira. Irving Green, chefe da Mercury Records, trouxe Jones de volta com um empréstimo e um novo trabalho como diretor musical da divisão da companhia em Nova York. Em 1964, Jones foi promovido a vice-presidente da companhia, se tornando assim o primeiro afro-americano a ocupar tal cargo. 1964 também viu Jones derrubar outra barreira social: a convite do diretor Sidney Lumet ele compôs a primeira de suas 33 maiores trilhas sonoras. O resultado foi a lendária trilha de The Pawnbroker.
Com Hollywood acenando, Jones rescindiu com a Mercury Records e se mudou para Los Angeles para compor trilhas em tempo integral. Algumas de suas composições mais célebres foram para os filmes: Walk, Don't Run, In Cold Blood, In the Heat of the Night, Bob and Carol and Ted and Alice, Cactus Flower, Italian Job, The Getaway e A Cor Púrpura. Também compôs para televisão, incluindo os shows Ironside, Sanford and Son e The Cosby Show, assim como a música-tema de The New Bill Cosby Show chamada "Chump Change", que mais tarde foi usada como tema do show de jogos de Mark Goodson-Bill Todman chamado Now You See It.
Nos anos 60, Jones trabalhou como arranjador para alguns dos mais importantes artistas da era, incluindo Miles Davis, Frank Sinatra, Ella Fitzgerald, Peggy Lee, e Dinah Washington. As gravações-solo de Jones também foram aclamadas, incluindo Walking in Space, Gula Materi, Smackwater Jack and Ndeda, You've Got It Bad, Girl, Body Heat, Mellow Madness, I Heard That e The Dude.

## Lendária parceria com Michael Jackson

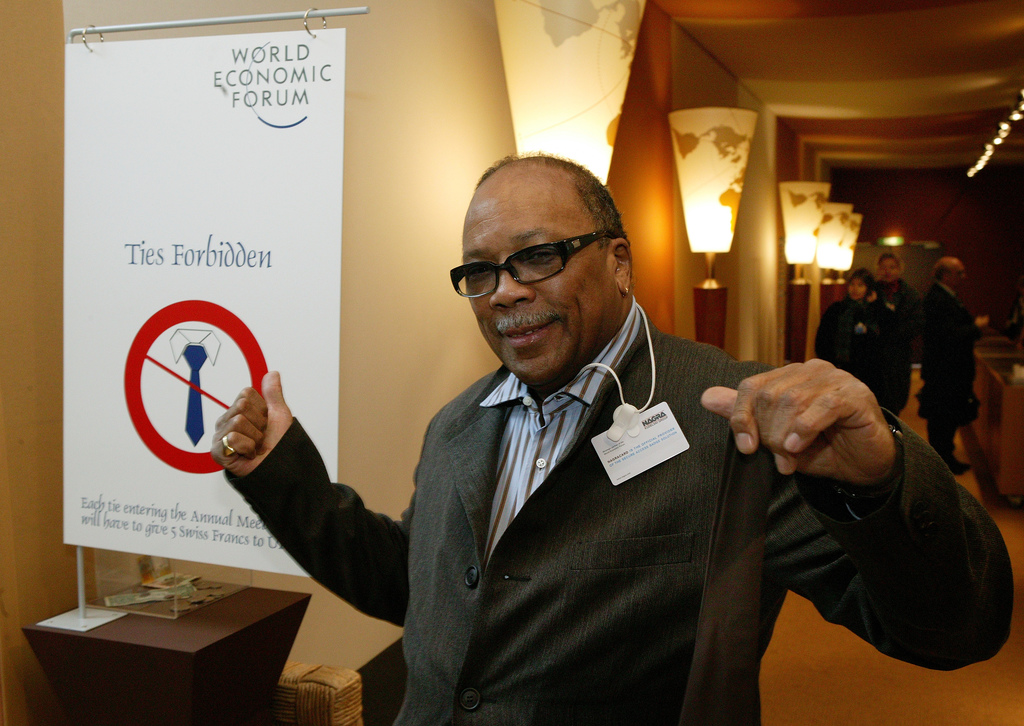
Quincy Jones no fórum econômico mundial de Davos em 2004.

Enquanto trabalhava no filme The Wiz, Jones conheceu Michael Jackson, que lhe pediu conselhos sobre qual produtor Quincy indicaria para trabalhar com ele em seu próximo álbum em carreira solo.
Surpreendentemente, o nome que Quincy indicou foi o seu próprio. Formou-se ali a dupla de maior sucesso do mundo da música. O primeiro disco de Jackson com colaboração de Quincy, Off the Wall (1979), vendeu 40 milhões de cópias, se tornando um dos mais aclamados discos de música negra do século XX. O trabalho seguinte, Thriller (1982), alcançou um sucesso sem precedentes, vendendo 100 milhões de cópias e tornou-se o álbum mais vendido de todos os tempos. Jones também trabalhou no terceiro álbum solo de Jackson, intitulado Bad (1987), que vendeu 30 milhões de cópias mundialmente, e se firmou durante algum tempo como o segundo álbum mais vendido da história.
Após Bad, Michael e Jones se separaram. Em uma entrevista de 2002, quando perguntado se trabalharia de novo com Jones, respondeu, "a porta estará sempre aberta". Após a cerimônia de 1984 do Grammy Awards, Jones usou a sua influência junto a de Jackson para reunir os maiores artistas americanos em um estúdio para gravar a legendária canção We Are The World para angariar fundos para as vítimas da fome na Etiópia. Quando as pessoas se espantaram com sua habilidade para fazer com que todos trabalhassem unidos, Jones explicou que ele apenas deixou uma placa na porta dizendo: "Deixe seu ego na porta".

## Pós-Michael Jackson
Em 1993, Jones colaborou com David Saltzman para produzir o extravagante concerto An American Reunion, uma celebração da inauguração do mandato de Bill Clinton como presidente dos Estados Unidos. Saltzman e Jones decidiram unir suas consideráveis forças e formar a companhia Quincy Jones/David Saltzman Entertainment (QDE) com Time Warner Inc.. QDE é uma companhia que produz tecnologia de mídia, filmes, programas para a televisão (The Fresh Prince of Bel Air, inclusive é o próprio Quincy Jones que dirige o táxi na abertura do programa), publicações literárias (as revistas Vibe e Spin).
Em 2001, ele publicou sua autobiografia Q: The Autobiography of Quincy Jones.
No mesmo ano, sua fundação, a Quincy Jones Listen Up Foundation, construiu mais de 100 casas para a fundação Nelson Mandela na África do Sul.
Em 2004, ao lado de Carlos Santana, Alicia Keys, Oprah Winfrey, Angelina Jolie, Fher (de Mana), Evander Holyfield, Chris Tucker, e vários outros músicos, celebridades, dignitários, e políticos, Jones produziu o concerto "WE Are The Future" para uma audiência de mais de meio milhão de pessoas em Roma, Itália. O concerto angariou fundos para a fundação Quincy Jones Listen Up Foundation.
Em 2013 foi homenageado pelo Rock and Roll Hall of Fame, induzido por Oprah Winfrey.

## Ativismo social
O ativismo social de Quincy Jones começou nos anos 60 com o apoio do Dr. Martin Luther King Jr. Jones é um dos fundadores do Instituto para a Música Negra Americana (IBAM) cujos eventos buscam levantar fundos para a criação de uma biblioteca nacional de arte e música Afro-americana. Jones é também um dos fundadores do Black Arts Festival (Festival de Artes Negras) em sua cidade Chicago. Por muitos anos ele tem trabalhado ao lado de Bono do U2 em vários trabalhos filantrópicos. Ele foi o fundador da Quincy Jones Listen Up Foundation, uma fundação que dá aos jovens acesso à tecnologia, educação, cultura e música. Um dos programas da organização é um intercâmbio intercultural entre os jovens carentes de Los Angeles e da África do Sul. Jones manteve vários trabalhos sociais, incluindo o NAACP, GLAAD, Jogos da Paz e AmFAR.

## Música brasileira
Grande pesquisador, incentivador e observador de todas as manifestações musicais de qualidade, Jones foi um grande admirador da música brasileira. Entre os artistas favoritos, figuram Simone, a qual ele citava como "uma das maiores cantoras do mundo", Milton Nascimento, Gilson Peranzzetta, Ivan Lins, entre outros da bossa nova.

## Morte
O produtor morreu em sua casa em Bel Air, Los Angeles, aos 91 anos, segundo seu agente ao lado da família, sem citar a causa do falecimento.
“Com o coração cheio, mas partido, que compartilhamos a notícia do falecimento de nosso pai e irmão, Quincy Jones. E ainda que seja uma perda enorme para nossa família, celebramos sua grande trajetória de vida e sabemos que nunca haverá outro como ele”.
 Disse a família em comunicado.

## Discografia

### Álbuns de estúdio
- 1956 - This Is How I Feel About Jazz
- 1957 - Go West, Man!
- 1959 - The Birth of a Band!
- 1959 - The Great Wide World of Quincy Jones
- 1960 - I Dig Dancers
- 1961 - Around the World
- 1961 - Newport '61
- 1961 - The Great Wide World of Quincy Jones Live (in Zurich!)
- 1961 - The Quintessence
- 1962 - Big Band Bossa Nova
- 1963 - Quincy Jones Plays the Hip Hits
- 1964 - Golden Boy
- 1964 - I Had a Ball
- 1964 - Quincy Jones Explores the Music of Henry Mancini
- 1965 - Quincy Plays for Pussycats
- 1965 - Quincy's Got a Brand New Bag
- 1969 - Walking in Space
- 1970 - Gula Matari
- 1971 - Smackwater Jack
- 1973 - You've Got It Bad Girl
- 1974 - Body Heat
- 1975 - Mellow Madness
- 1976 - I Heard That!!
- 1978 - Sounds...and Stuff Like That!!
- 1981 - Quincy Jones Live at the Budokan
- 1981 - The Dude
- 1989 - Back on the Block
- 1993 - Miles & Quincy Live at Montreux
- 1995 - Q's Jook Joint
- 2000 - Basie and Beyond
- 2004 - The Original Jam Sessions 1969
- 2010 - Q Soul Bossa Nostra

### Coleções
- 1972 - Ndeda (Mercury)
- 1982 - The Best (A&M)
- 1999 - From Q with Love (Warner Bros.)
- 2001 - Q: The Musical Biography of Quincy Jones (Rhino)

### EP
- 1963 - Bossa nova (Mercury)
- 1969 - Mackenna's Gold (RCA Victor, com José Feliciano)
- 1973 - You've Got It Bad Girl (A&M Records)

### Seleção de álbuns produzidos por Jones
- 1955 Social Call, Betty Carter
- 1959 Vaughan and Violins, Sarah Vaughan
- 1960 Under Paris Skies, Andy Williams
- 1961 Genius+Soul=Jazz, Ray Charles
- 1961 If You Go, Peggy Lee
- 1962 Blues Cross Country, Peggy Lee
- 1962 You’re Mine You, Sarah Vaughan
- 1963 Ella and Basie!, Ella Fitzgerald
- 1964 It Might as Well Be Swing, Frank Sinatra
- 1965 Our Shining Hour, Sammy Davis junior
- 1966 Sinatra at the Sands with Count Basie, Frank Sinatra
- 1970 What the World Needs Now, Merrilee Rush
- 1976 Look Out for #1, The Brothers Johnson
- 1979 Off the Wall, Michael Jackson
- 1980 Give Me The Night, George Benson
- 1981 Every Home Should Have One, Patti Austin
- 1982 Thriller, Michael Jackson
- 1982 Donna Summer, Donna Summer
- 1983 It’s Your Night, James Ingram
- 1984 L.A. Is My Lady, Frank Sinatra
- 1987 Bad, Michael Jackson
- 2012 Sounds of Space, Alfredo Rodriguez
- 2013 Diversity, Emily Bear
- 2014 The Invasion Parade, Alfredo Rodriguez
- 2014 Little Secret, Nikki Yanofsky
- 2014 Paris, Zaz
- 2015 Dedication, Justin Kauflin
- 2018 The Little Dream, Alfredo Rodríguez
- 2018 Coming Home, Justin Kauflin

## Filmografia
Trilhas sonoras e trilhas sonoras de filmes
- The Pawnbroker (Mercury, 1965)
- Mirage (Mercury, 1965)
- The Slender Thread (Mercury, 1965)
- Walk, Don't Run (Mainstream, 1966)
- "Hey Landlord Theme" (1966–67) na série de TV Hey Landlord
- The Deadly Affair (Verve, 1967)
- Enter Laughing (Liberty, 1967)
- Banning (1967)
- In the Heat of the Night (United Artists, 1967)
- In Cold Blood (Colgems, 1967)
- A Dandy in Aspic (1968)
- The Counterfeit Killer (1968)
- Jigsaw (1968)
- For Love of Ivy (ABC, 1968)
- The Hell with Heroes (1968)
- The Split (1968)
- Mackenna's Gold (RCA Victor, 1969)
- The Italian Job (Paramount, 1969)
- The Lost Man (Uni, 1969)
- Bob & Carol & Ted & Alice (Bell, 1969)
- John and Mary (A&M, 1969)
- Original Sound Track: Cactus Flower (Bell, 1969) de Cactus Flower (1969)
- Last of the Mobile Hot Shots (1970)
- The Out-of-Towners (1970)
- Original Motion Picture Score: They Call Me Mister Tibbs! (United Artists, 1970) de They Call Me Mister Tibbs! (1970)
- Brother John (1971)
- The Anderson Tapes (1971)
- Honky (1971)
- "Sanford and Son Theme" in Sanford and Son – incluído em You've Got It Bad Girl (A&M, 1973)
- Dollars (Reprise, 1972) from Dollars (1971)
- The Hot Rock (Prophesy, 1972)
- The New Centurions (1972)
- "Love Theme From The Getaway" (A&M, 1973) in The Getaway (1972) – incluído em You've Got It Bad Girl (A&M, 1973)
- Roots: The Saga of an American Family (A&M, 1977) de Roots (1977)
- The Wiz original soundtrack (MCA, 1978) de The Wiz (1978)
- The Color Purple: Music From the Motion Picture (Quest, 1986) de The Color Purple (1985)
- Lola (2024)

Créditos de atuação
- Listen Up: The Lives of Quincy Jones  [d] (1990) – Ele mesmo
- Fantasia 2000 (1999) – Ele mesmo (segmento "Rhapsody in Blue")
- Austin Powers in Goldmember (2002) – Ele mesmo
- Sandy Wexler (2017) – Ele mesmo
- Quincy (2018) – Ele mesmo
- The Black Godfather (2019) – Ele mesmo
- Jay Sebring....Cutting to the Truth (2020) – Ele mesmo